# 내셔널스 파크
내셔널스 파크(Nationals Park)는 미국 워싱턴 D.C.에 있는 야구장이다. 미국 메이저 리그 내셔널리그에 소속된 프로야구팀 워싱턴 내셔널스의 홈구장으로 2008년 3월 22일 개장했다. 기존에 미식축구겸용으로 쓰던 RFK 스타디움에 대한 여러 가지 불만들이 제기되면서 설립되었으며, 수용인원은 4만 1888명이다. 2018년 메이저 리그 올스타전이 열릴 예정이다.